# Cinaruco
Cinaruco je rijeka u  Južnoj Americi. Izvire u Kolumbiji, te utječe u Venezuelu, gdje se, kao lijeva pritoka, ulijeva u Orinoco.
Rijeka ima djelomično bistre taninske vode. U Venezueli, ova je rijeka dio Nacionalnog parka Santos Luzardo, od 1988. godine. Rijeka Cinaruco zajedno s rijekom Capanaparo, drugim manjim rijekama i područjem oko njih čini ovaj nacionalni park.
Rijeka je dom mnogih ribljih vrsta, pa ribari svake godine dolaze loviti ribe iz roda Cichla. U ovoj rijeci se nalaze tri vrste riba iz ovog roda (od najmanje do najveće): Cichla intermedia, Cichla orinocensis i Cichla temensis.